# French Community Championships 2000
Il French Community Championships 2000 è stato un torneo femminile di tennis giocato sulla terra rossa. È stata la 2ª edizione del torneo, che fa parte della categoria Tier IV nell'ambito del WTA Tour 2000. Si è giocato a Knokke-Heist in Belgio, dal 17 al 23 luglio 2000.

## Campionesse

### Singolare
Anna Smashnova ha battuto in finale  Dominique van Roost con il punteggio di 6–2, 7–5

### Doppio
Giulia Casoni /  Iroda Tulyaganova hanno battuto in finale  Catherine Barclay-Reitz /  Eva Dyrberg con il punteggio di 2–6, 6–4, 6–4